# Šalinskoe
Šalinskoe (in russo Шалинское?) è un villaggio della Russia asiatica, situato nel Territorio di Krasnojarsk. È il centro amministrativo del distretto Manskij.
Si trova sul fiume Šalo, piccolo affluente dell'Esaulovka, a sud-est di Krasnojarsk.